# Going Under
«Going Under» («Тону») — второй сингл из альбома Fallen американской группы Evanescence. Это последняя песня написанная для Fallen. Эту песню можно было встретить в играх компьютерных: Metal Gear Solid 3: Snake Eater, Enter the Matrix, FlatOut.

## Список композиций

### CD (американское издание)
| №  | Название                                                                                   | Автор(ы)                       | Длительность |
| -- | ------------------------------------------------------------------------------------------ | ------------------------------ | ------------ |
| 1. | «Going Under» (альбомная версия)                                                           | Бен Муди, Эми Ли, Дэвид Ходжес | 3:34         |
| 2. | «Going Under» (концертная акустическая версия)                                             | Бен Муди, Эми Ли, Дэвид Ходжес | 3:12         |
| 3. | «Heart-Shaped Box» (кавер-версия песни группы Nirvana, концертное акустическое исполнение) | Курт Кобейн                    | 2:47         |
| 4. | «Going Under» (версия для видео)                                                           | Бен Муди, Эми Ли, Дэвид Ходжес | 4:00         |

Участники записи:
- Эми Ли — вокал
- Бен Муди — гитара
- Девид Ходжес — клавишные
- Франческо ди Космо — бас-гитара
- Джош Фриз — ударные

## Музыкальное видео

Эми Ли в финале клипа «Going Under»

Видео на песню было снято в мае 2003 года режиссёром Филипом Стоулзом, который является режиссёром видео на песню «Bring Me to Life». Съёмки проходили в Берлине (Германия), но большая часть клипа была снята в Лос-Анджелесе (штат Калифорния) в мае 2003 года после того, как Эми вылечила подхваченный ею грипп.
Клип начинается с крупного плана Эми Ли в гримёрной. Девушки, гримирующие её, превращаются в зомби. Следующий момент показывает группу, выступающую на концерте. Фанаты, которые находятся на выступлении, превращаются в зомби как девушки в начале клипа. Во время второго вступления в припев Ли прыгает в толпу, которая изображается после прыжка Эми как озеро и обыгрывая строчки песни «I’m going under, drowning in you.» «Я иду на дно, тону в тебе». Evil Dead, один из любимейших фильмов Бена, навел на мысль использовать в клипе зомби. Ради съёмок Эми обновила свой гардероб, а её корсет стоил $2.500. Это самые большие деньги, которые она когда-либо отдавала за одежду. Белое платье, в котором Эми в клипе под водой, она сшила сама.
В клипе снялись: Эми Ли, Бен Муди, Джон Лекомпт, Рокки Грей, Уилл Бойд. Первый клип при участии Уилла.

## Позиции в чартах
| Чарт (2003—2004)                       | Высшая позиция |
| -------------------------------------- | -------------- |
| Австралия (ARIA)                       | 14             |
| Австрия (Ö3 Austria Top 40)            | 14             |
| Бельгия/Фландрия (Ultratop 50)         | 28             |
| Бельгия/Валлония (Ultratop 50)         | 37             |
| Canada (Billboard)                     | 14             |
| Финляндия (Suomen virallinen lista)    | 19             |
| Франция (SNEP)                         | 16             |
| Германия (GfK)                         | 15             |
| Greece (IFPI)                          | 9              |
| Ирландия (IRMA)                        | 18             |
| Италия (FIMI)                          | 9              |
| Нидерланды (Dutch Top 40)              | 26             |
| Нидерланды (Single Top 100)            | 16             |
| Новая Зеландия (Recorded Music NZ)     | 4              |
| Норвегия (VG-lista)                    | 12             |
| Portugal (AFP)                         | 2              |
| Romania (Romanian Top 100)             | 99             |
| Шотландия (OCC Scotland)               | 9              |
| Испания (PROMUSICAE)                   | 17             |
| Швеция (Sverigetopplistan)             | 11             |
| Швейцария (Schweizer Hitparade)        | 13             |
| Великобритания (OCC UK Singles)        | 8              |
| Великобритания (OCC UK Rock & Metal)   | 2              |
| США (Billboard Alternative Airplay)    | 5              |
| США (Billboard Bubbling Under Hot 100) | 4              |
| США (Billboard Mainstream Rock)        | 26             |

## Сертификация
| Регион | Сертификация | Продажи |
| --- | ------------ | ------- |
| Австралия (ARIA) | Золотой      | 35 000^ |
| Бразилия (ABPD) | Золотой      | 30 000  |
| Новая Зеландия (RMNZ) | Платиновый   | 30 000  |
| Великобритания (BPI) | Золотой      | 400 000 |
| ^ Данные о тиражах приведены только на основе сертификации. · Данные о продажах + прослушиваниях приведены только на основе сертификации. |              |         |